# Cedric Badjeck
Cedric Badjeck (Yaoundé, 25 januari 1995 – Arnhem, 21 juli 2025) was een Kameroens-Nederlands profvoetballer die als aanvaller speelde.
Hij speelde voor de B1-junioren van FC Utrecht en maakte op 30 maart 2012 zijn debuut: in de thuiswedstrijd tegen SBV Excelsior (3-2 winst) kwam hij in de 81e minuut in het veld voor Lars Veldwijk. Op 9 januari 2012 tekende hij een driejarig contract bij FC Utrecht. Badjeck speelde vroeger voor IJFC uit IJsselstein. Hij speelt in het seizoen 2011/2012 met het rugnummer 45.
In het seizoen 2012 / 2013 heeft Badjeck rugnummer 49. Hij valt onder andere in tegen Roda JC uit (0-1 winst) en Vitesse thuis (1-2 nederlaag). In de mislukte bekerkraker tegen Ajax (0-3 nederlaag) blijft hij de hele wedstrijd op de bank. Op 2 februari 2015 werd hij overgenomen door Excelsior. Voor de Rotterdamse club kwam hij tot vijf wedstrijden in de Eredivisie. In het seizoen 2017/18 speelde Badjeck voor De Treffers in de Tweede divisie. Medio 2018 zou hij de overstap naar SV Spakenburg maken, maar hij liet nog voor aanvang van het seizoen zijn contract ontbinden. In november 2018 sloot hij aan bij het zaterdagteam van De Treffers in de derde klasse. In 2019 ging hij naar SV DFS. Een jaar later ging Badjeck naar VV DUNO.
Op 21 juli 2025 overleed Badjeck in zijn woonplaats Arnhem.